# Andrea Parker
Andrea Parker (Monterey County, California, 8 de marzo de 1970) es una actriz estadounidense y exbailarina de ballet. Es conocida por sus papeles en ER, The Pretender, Desperate Housewives y Pretty Little Liars.

## Vida y carrera
Nació en Monterey County, California. Comenzó a entrenar ballet a los 6 años y a los 15 se unió a una compañía de danza profesional. Renunció a su carrera en el ballet después de tres años de gira y se entrenó para convertirse en una actriz mientras trabajaba como camarera. Su primer papel en el cine fue documentado a los 19 años en la película Labios alquilados , en la que interpretó a una bailarina.
Parker apareció en Matrimonio con hijos como una bailarina de gogó. Después también participó en "Prom Queen: The Sequel" (1989). Su gran oportunidad en la televisión le vino con el rol de una enfermera en la premiada serie Seinfeld. 
Después de su primer papel hablando que tenía en una serie, interpretó otros papeles como actriz invitada en series de televisión y películas, más notablemente un papel recurrente en ER como Linda Farrell y como Caitlin Pike en JAG. Era una doble de cuerpo de Julia Roberts en la película Pretty Woman; suyas son las piernas que se ven en la escena inicial del personaje principal cerrando la cremallera de sus botas. Más tarde, también hizo varios pilotos antes de que la aceptaran en la serie The Pretender como elenco protagonista. 
Después de que The Pretender fuera cancelada por la NBC en 2000, Parker participó en los telefilmes sacados de la propia serie que se emitieron en TNT en 2001. En 2002 se unió al elenco de Less than Perfect interpretando a Lydia Weston, hasta que fue cancelada en 2006. Ella además ha hecho varias apariciones en programas de televisión y películas.
Entre 2011 y 2012, Parker interpretó a Jane Carlson en la serie de ABC Desperate Housewives y, en esa misma temporada se unió al elenco de Pretty Little Liars donde interpretó a la madre de Alison DiLaurentis, Jessica DiLaurentis y, desde 2015, a la hermana gemela de esta última para la misma serie.

## Filantropía
La actriz también es conocida por su ayuda a organizaciones como la Organización Nacional de Hospicios, La Fundación Michael J. Fox sobre la investigación del párkinson y Project Angel Food.
En febrero de 2006, Parker asistió a un evento benéfico con Michael T. Weiss y James Denton de Cure Autism Now.

## Filmografía
| Películas            | Películas                            | Películas             | Películas              |
| Año                  | Título                               | Personaje             | Notas                  |
| -------------------- | ------------------------------------ | --------------------- | ---------------------- |
| 1988                 | Rented Lips                          | Bailarina / Enfermera |                        |
| 1988                 | Earth Girls Are Easy                 | Bailarina             |                        |
| 1993                 | The Naked Truth                      | Miss France           |                        |
| 1994                 | Brush with Death                     | Colleen               |                        |
| 1994                 | XXX's & OOO's                        | Kelly Morgan          | Película de televisión |
| 1994                 | Body Shot                            | Bailarina             |                        |
| 1996                 | Ed McBain's 87th Precinct: Ice       | Det. Eileen Burke     | Película de televisión |
| 2000                 | Delicate Instruments                 | Dr. Anne Harper       |                        |
| 2001                 | The Pretender                        | Catherine Parker      | Película de televisión |
| 2001                 | The Pretender: Island of the Haunted | Catherine Parker      | Película de televisión |
| 2008                 | Starting Under                       | Gina                  | Película de televisión |
| 2012                 | Beautiful People                     | Roberta               | Película de televisión |
| Series de televisión |                                      |                       |                        |
| Año                  | Título                               | Personaje             | Notas                  |
| 1989                 | Married... with Children             | Gogó                  | 2 episodios            |
| 1992                 | Seinfeld                             | Enfermera             | 1 episodio             |
| 1993                 | Dave's World                         | Alicia                | 1 episodio             |
| 1993                 | Herman's Head                        | Heather Brookshire    | 1 episodio             |
| 1993                 | The Adventures of Brisco County, Jr. | Rita Avnet            | 2 episodios            |
| 1994                 | Ellen                                | Joanna                | 1 episodio             |
| 1994 – 1996          | Coach                                | Penny / Jean Brandow  | 2 episodios            |
| 1994 – 1995          | ER                                   | Linda Farrell         | 10 episodios           |
| 1995                 | Dream On                             | Winnie                | 1 episodio             |
| 1995 – 2001          | JAG                                  | Caitlin Pike          | 5 episodios            |
| 1996                 | Can't Hurry Love                     | Kit                   | 1 episodio             |
| 1996                 | Murder, She Wrote                    | Anne Larkin           | 1 episodio             |
| 1996 – 2000          | The Pretender                        | Catherine Parker      | 86 episodios           |
| 2002                 | First Monday                         | Agente Dawson         | 1 episodio             |
| 2002 – 2006          | Less than Perfect                    | Lydia Weston          | 81 episodios           |
| 2005                 | Kitchen Confidential                 | Suze                  | 1 episodio             |
| 2006                 | Help Me Help You                     | Krista                | 1 episodio             |
| 2008                 | The Mentalist                        | Ann Meier             | 1 episodio             |
| 2009                 | My Name Is Earl                      | Rich Lady             | 1 episodio             |
| 2009                 | CSI: Miami                           | Allison Burgess       | 1 episodio             |
| 2011                 | Suits                                | Tory                  | 1 episodio             |
| 2011 – 2012          | Desperate Housewives                 | Jane Carlson          | 11 episodios           |
| 2011 – 2017          | Pretty Little Liars                  | Jessica DiLaurentis   | 20 episodios           |
| 2013 – 2017          | Pretty Little Liars                  | Mary Drake            | 13 episodios           |
| 2012                 | Common Law                           | Laura                 | 1 episodio             |
| 2014                 | Jennifer Falls                       | Francine              | 1 episode              |
| 2014 – 2015          | Red Band Society                     | Sarah Souders         | 4 episodios            |